# Бульвар Ибрагимова
Бульвар Ибрагимова — бульвар в городе Уфе.
Прежние названия: Уральская улица, Уральский проспект.
Является самым большим по протяжённости бульваром города Уфы.
Почтовый индекс — 450006, 450015, 450091. Код ОКАТО — 80401390000.

## История

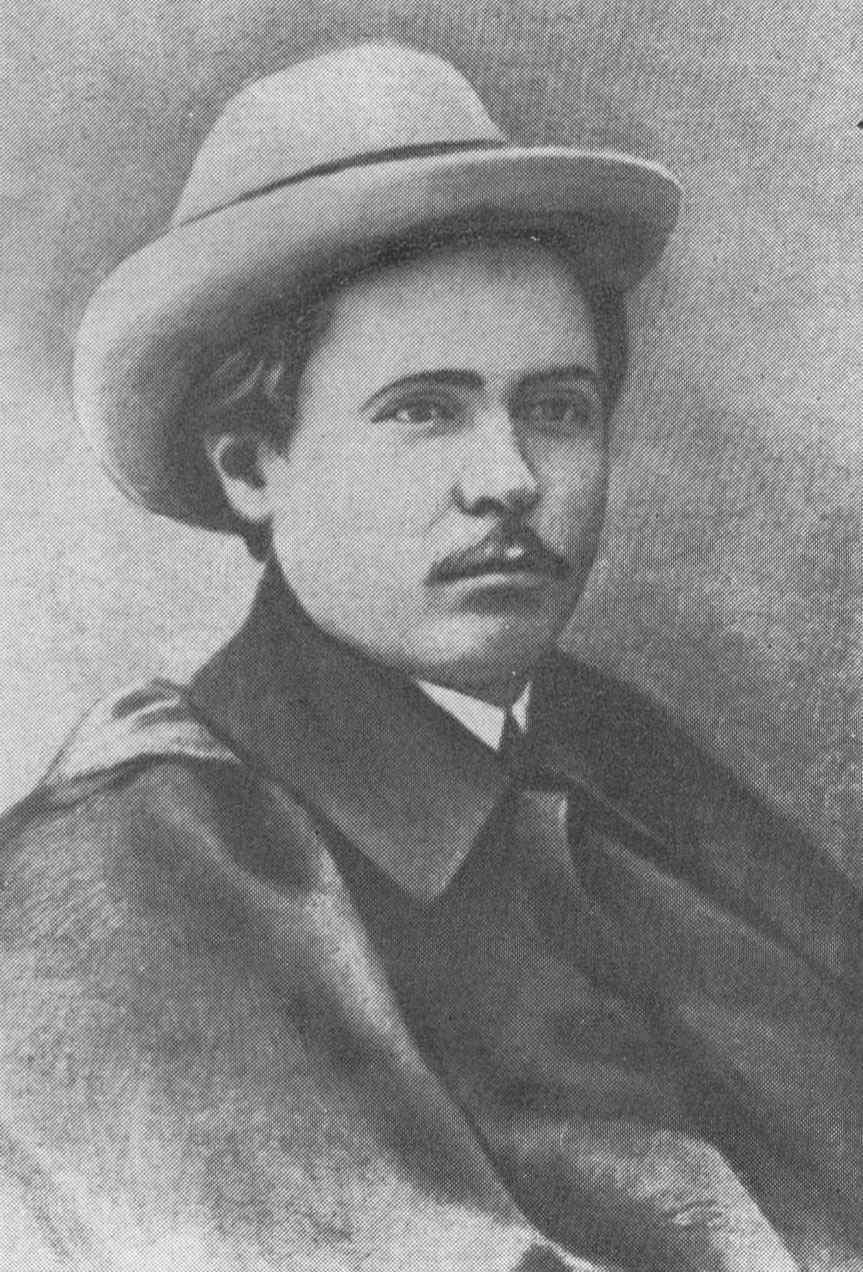
Г. Г. Ибрагимов

Уральская улица возникла в начале XX века.
Переименована в бульвар Ибрагимова в 1967 году в связи с 80-летием Ибрагимова Галимджана Гирфановича(1887—1938), татарского писателя, крупного учёного-филолога и историка, государственного деятеля.

## Расположение
Бульвар расположен в центре города Уфы и протянулся примерно на 1,8 км от Лагерной улицы до Большой Гражданской улицы.
Пересекает с запада на восток улицы Запотоцкого, Карла Маркса, Ленина, Цюрупы, Пархоменко.